# 一卡通
一卡通（イーカートン、英語: iPASS、アイパス）は台湾で使用されている非接触型ICカードである。発行は一卡通票証公司が行っている。名称は「一卡在手，讓你四通八達」（1枚のカード(=卡)を持てば、四通八達に行動できる）というキャッチコピーにちなんでいる。

## 概要
2007年12月に高雄捷運公司が発行開始、2008年4月7日に高雄捷運紅線開通とともに正式に運用開始した。台湾での他の電子マネー（IC乗車カード）と同じく、センサーはRFID技術（NXPセミコンダクターズ社によるMifare技術）を使用している。2014年2月13日に一卡通公司が発足後、高雄捷運公司からカード業務を引き継ぎ、交通機関以外での小額決済や、南部を中心とした自治体での市民カード、学生証、図書館での貸出証にも役割を拡大している。現存する台湾の4大電子マネー（IC乗車カード）のうち、発行枚数は3番手であるが、近年急速に勢力を伸ばし、2016年8月に1,000万枚を突破している。
台湾のバス、旗津－鼓山間などの連絡船でも使用できる。購入およびチャージ(入金)は、高雄捷運各駅窓口や台湾のファミリーマート・ハイ・ライフ・セブンイレブン・サークルK（OK便利店）で可能、また各駅構内設置の乗車券販売機でも、チャージは可能である。
使用期限は基本的に10年位に設定されている。そのため、最終チャージ日より10年以内に一度はチャージを行うように呼びかけている。

## 主な種類
- 普通卡：外国人旅行者も入手・使用できる無記名式と学生専用の記名式もある。
- 通勤卡：高雄捷運のほか、中南部のバス事業者が発行している。通常のIC割引よりもさらに割引率が高い
- 認同卡：30日間有効の記名式学生IC定期券の通学版と無記名式も可能な通勤版がある。
- 聯名卡：金融機関発行のクレジットカード紐付けタイプで記名式。
- 市民卡：高齢者・障害者への福祉割引が適用される記名式。
- 特製卡：自社キャラクターの魔法少女小帕、親会社捷運公司の公式キャラクターである高捷少女のほか日本のアニメキャラクター、アメリカの映像作品のキャラクターなど多彩なデザインだけでなく、キーホルダー型、ストラップ型、伸縮ワイヤー型、リストバンド型など形状も豊富である。
- QR型：2018年9月3日にLINE Pay一卡通を正式開放。公共交通機関はこの時点では高雄捷運のみ対応[1]

## 購入
- 高雄捷運各駅
- 台北捷運各駅
- 桃園捷運各駅
- 台中捷運各駅
- 各コンビニエンスストア
- 高雄市（本社、後驛駅）・台中市（国光客運台中站）にある一卡通服務中心
- 主なバスターミナル
- オンライン

## チャージ
- 台鉄各駅窓口（紙幣のみ、即ち100元単位）
- 台北捷運各駅（紙幣、硬貨とも）
- 高雄捷運各駅（紙幣、硬貨とも）
- 桃園捷運各駅（紙幣、硬貨とも）
- 台中捷運各駅（紙幣、硬貨とも）
- 各大手コンビニ（紙幣、硬貨とも）
- 各地の一卡通服務中心

## 利用
2025年4月現在
使用範囲も参照
太字は一卡通のみの特典

### 鉄道
- 高雄捷運 ライトレール含む全線

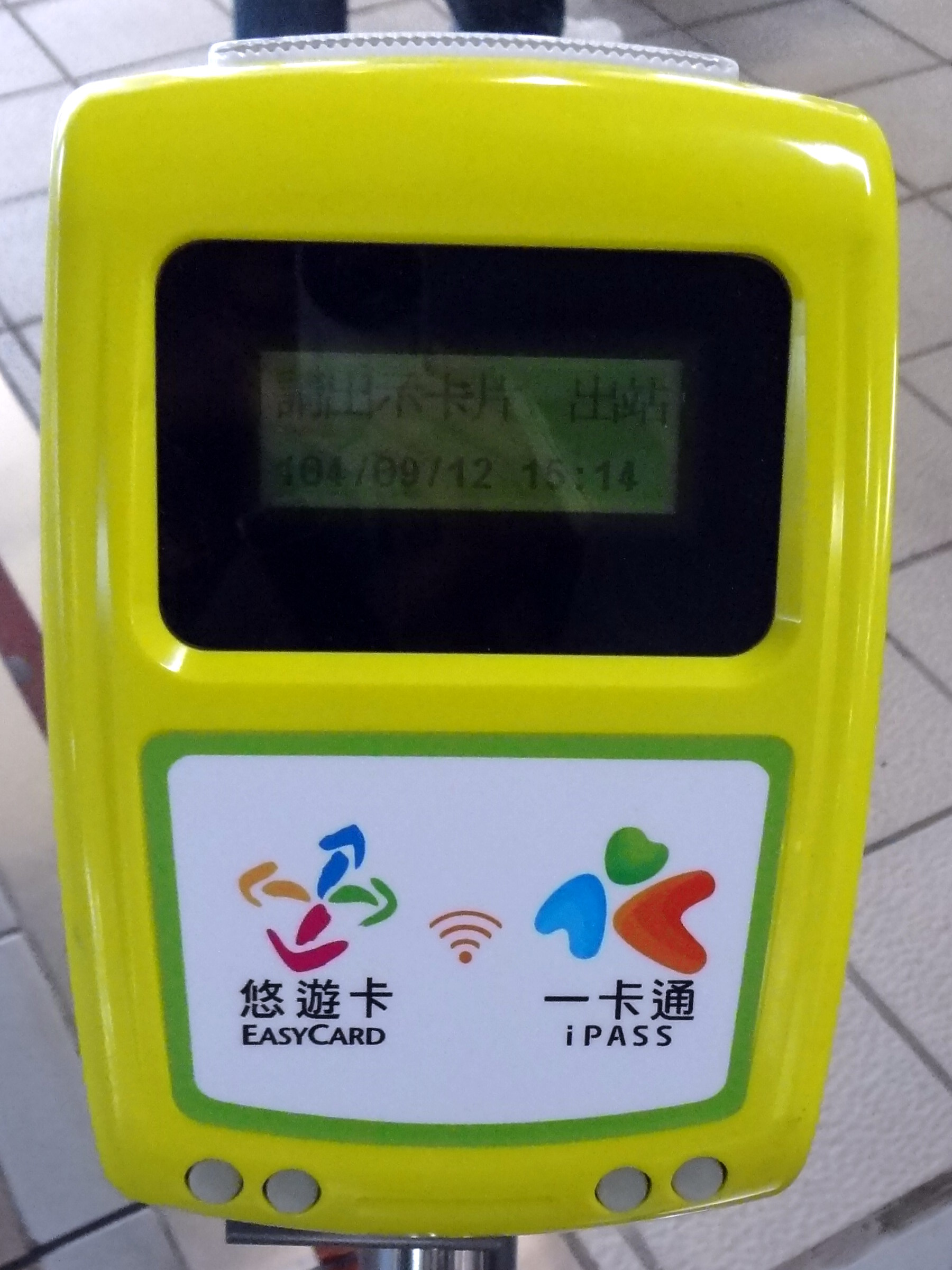
台北捷運の改札口に設置されていた悠遊カードと一カー通のタッチセンサー

  - 2024年11月1日をもって、IC利用時の割引(約15%)は廃止
  - 2017年12月～2018年2月まで、平日の6:30～8:30、及び16:30～18:30までの間の乗車に限り、無料
  - 高雄市公車との双方向乗継割引（3元）→2017年6月15日で廃止[2]
  - 高雄LRTは2017年11月中は10元の優待運賃、2017年12月～2018年2月は無料
- 台北捷運 全線[3]
  - 台北・新北の市内バスと双方向で乗り継ぐ場合は割引
  - 一律20%割引は2020年1月末で廃止、月間利用総額に応じたキャッシュバック制に移行[4]。
- 台湾鉄路管理局 全線[5]

台鉄の同区間は太魯閣号・普悠瑪号や観光列車、団体列車等の一部台鉄が指定する列車を除いて、特急に相当する自強号に乗車する場合、70kmまでの乗車であれば区間車（通勤電車）の運賃で立席乗車が可能となる(71km以上の場合は超過分に対して自強号の運賃を適用)。莒光号、区間車の場合は距離に関係なく区間車（通勤電車）運賃となる。
但し、誤って乗車した場合は下車駅で正規運賃を現金で支払わなければならない。太魯閣号、普悠瑪号の場合は罰金も科される。
基本的に自強号、莒光号、そして区間車と同じ料率の復興号も全車座席指定席列車のため、IC乗車の場合は空席があれば着席可能だが、あくまで自願無座（立席）扱いであるため座位票（座席指定券）所持者が優先となる。
- 台南地区で台鉄とバスを乗り継ぐ場合、バスが9元引き
- 花蓮・台東地区で台鉄とバス（鼎東客運、花蓮客運）を乗り継ぐ場合、バスが24元引き

- 桃園捷運
- 台湾高速鉄道（自由席）：金融機関発行の「聯名卡」のみ（2017年4月1日より）
- 新北捷運[6]
- 台中捷運

### 市轄・県轄バス
澎湖県を除く全国の市区公車
- 基隆市公車（中国語版）
- 台北聯営公車 - 台北捷運との乗継時は割引適用。
- 新北市区公車（中国語版） - 同上
- 桃園市市区公車（中国語版）
- 新竹市公車（中国語版）
- 新竹県市区公車（中国語版）
- 台中市市区公車（中国語版） - 10kmまで無賃、上限60元。
- 南投県市区公車（中国語版）
- 彰化県公車（中国語版）
- 嘉義市公車
- 嘉義県市区公車（中国語版）（嘉義BRT含む）
- 雲林県市区公車
- 大台南公車（中国語版） - 市内幹支線バス（緑、藍、棕、橘、黄、紅）は8kmまで無賃。台鉄との乗継、2時間以内のバス同士の乗継は9元割引。台南市民カード所持者のみ88/89系統半額
- 高雄市公車 - 同一日の3段目（1段は8km）からは無料、捷運や市内他路線との乗継時は3元割引[2]。2017年12月～2018年2月まで1段目から無料
- 屏東県市区公車（中国語版）
- 宜蘭県市区公車（中国語版） - 指定路線は無賃
- 花蓮県市区公車（中国語版）
- 台東県市区公車（中国語版）
- 馬祖公車（中国語版）
- 金門県轄公車（中国語版）

### 公路客運（市外・長距離バス）

#### 一般公路客運（市外バス）
- 皇家客運（中国語版）、豪泰客運（中国語版）を除く全事業者（一部利用できない国道客運系統がある）。
- 高雄エリア管内（高雄市公車のうち旧高雄県轄公車だった現在も4桁系統のもの） - 12元割引、上限は60元

#### 国道公路客運（高速バス）
- 高速バスの大半

全国の観光路線バスの大半（台湾好行）

### 連絡船
- 高雄市（高雄市輪船）

- 鼓山(西子湾)⇔旗津、前鎮⇔中洲(旗津区) - 普通卡は2割引、学生卡は2.5割引
- 愛河太陽能船

- 新北市　漁人碼頭⇔淡水老街／八里左岸、淡水老街⇔八里左岸（台北航運（中国語版）運航便）
- 金門県

### レンタサイクル
- 高雄市、台北市、新北市、彰化市、桃園市、新竹県、新竹市、台中市 - 「YouBike」
  - 高雄市政府の補助により、指定の公共交通機関下車から1時間以内に借りる場合、最初の30分間が無料（高雄市限定）
- 屏東県 - P-Bike
- 台南市 - 台南市観光レンタサイクル(Tainan Tour Bike)（中国語版）、台南市公共レンタサイクル(T-Bike)（中国語版）

### ガソリンスタンド
- 全店

### 駐車場
- 台湾桃園国際空港
- 台中国際空港
- 高雄国際空港
- 台北市、新北市、桃園市、台中市、台南市、高雄市の指定民間駐車場

## 電子マネーでの利用

### 通信
- 中華電信の公衆電話

### コンビニエンスストア
- セブンイレブン
- ファミリーマート：100元未満の硬貨のみでのチャージも可能。
- OK便利商店
- ハイ・ライフ

### 小売店
| - 順發3C量販（台湾南部の店舗） - 愛国超市 - カルフール | - 大楽購物中心 - 光南大批発 - 全聯福利中心 - フォルモサ高速道路東山服務区(S.A) |

### 娯楽
- 喜満客夢時代影城
- オスカー・デジタル・シネマ（奧斯卡3D數位影城）
- MLD Cinema
- 鈴鹿サーキットパーク（大魯閣草衙道内）
- in89駁二電影院（駁二芸術特区内）
- 義大世界（中国語版）
- 瑞豊夜市（中国語版）一部飲食店[7]

### ショッピングモール
| - 東山服務区 - 大立製品 - 大立百貨 - 大統百貨(五福店・和平店) | - 統一夢時代 - 漢神百貨 - 漢神新世界百貨 - 漢神巨蛋の飲食店 - 南紡モール（南紡購物中心） - 環球購物中心（グローバル・モール） | - 台南文化創意産業園区 - 微風廣場 (三総商店街) - SKM Park - 華泰名品城 |

### 観光地
| - 台北市立動物園 - 高雄市寿山動物園 - 新竹市立動物園 - 美濃客家文物館 - 南瀛天文教育園区 - 国立故宮博物院南部院区 - 義大世界 - 国立台湾史前文化博物館 - 国立科学工芸博物館 - 澎湖生活博物館 | （売店のみ） - 安平古堡 - 義大摩天輪 - 安平樹屋 - 億載金城 - 延平郡王祠 - 赤崁楼 - 原台南愛国婦人会館 |

### 医療機関
- 高雄市立聯合医院
- 高雄市立凱旋医院
- 高雄市立民生医院
- 高雄市立中医医院
- 台南市立医院
- 成功大学附属病院
- 高雄医学大学附属病院

## ホテル
- CHECK INN(雀客旅館・台北市)：ルームキーとして利用可能で、チェックアウト後は普通卡同様に交通機関や小額決済で引き続き利用できる[8]。